# 833
Năm 833 là một năm trong lịch Julius.